# 比斯特 (下莱茵省)
比斯特（法語：Bust，法語發音：[byst] ⓘ；莱茵法兰克语：Bíst）是法国大東部大區下莱茵省的一个市镇，属于萨韦尔讷区。 

## 地理
比斯特（48°49'49"N, 7°14'7"E）面积6.76 平方千米，位于法国大東部大區下莱茵省，该省份为法国大陆部分最东部的省份，是阿尔萨斯的一部分，今与上莱茵省组成了阿尔萨斯欧洲集体，其南至上莱茵省，西南接孚日省和默尔特-摩泽尔省，西接摩泽尔省，北与德国接壤，东侧沿莱茵河与德国相望。
与比斯特接壤的市镇（或旧市镇、城区）包括：昂格维莱、洛尔、申堡、锡维莱尔。
比斯特的时区为UTC+01:00、UTC+02:00（夏令时）。

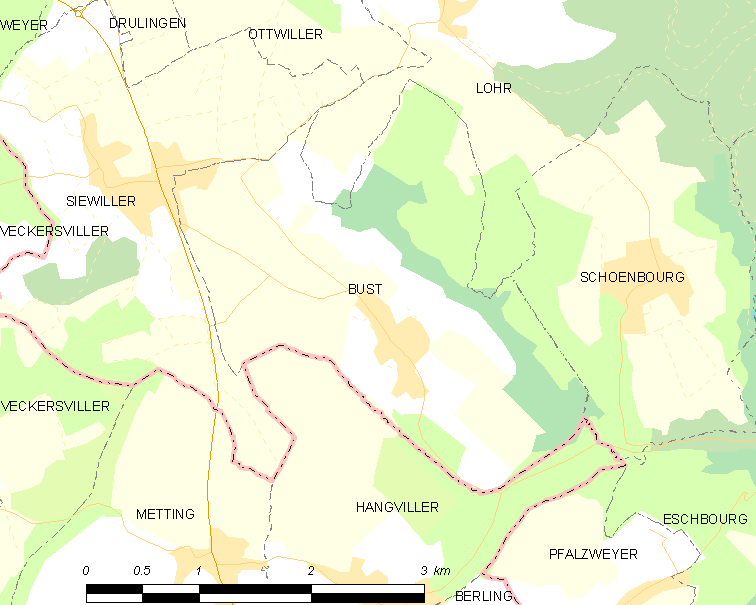
比斯特的OSM定位图

## 行政
比斯特的邮政编码为67320，INSEE市镇编码为67071。

## 政治
比斯特所属的省级选区为英维莱尔县。

## 人口

1962-2008年间比斯特人口变化图示

比斯特于2022年1月1日时的人口数量为462人。